# Emre Zafer Barnes
Emre Zafer Barnes (* 7. November 1988 in Spanish Town als Winston Barnes) ist ein türkischer Sprinter jamaikanischer Herkunft, der seit 2016 für die Türkei startberechtigt ist.

## Sportliche Laufbahn
Erste internationale Erfahrungen sammelte Emre Zafer Barnes bei den CARIFTA-Games 2004 in Hamilton, bei denen er mit 22,02 s die Bronzemedaille über 200 Meter gewann. Zwei Jahre später belegte er bei den CARIFTA-Games in Les Abymes in 10,69 s Platz vier im 100-Meter-Lauf. Daraufhin nahm er zehn Jahre an keinen internationalen Wettkämpfen teil; danach startete er für die Türkei. 2016 erfolgte die Teilnahme an den Europameisterschaften in Amsterdam und schied dort mit 10,31 s im Halbfinale über 100 Meter aus. Mit der Staffel qualifizierte er sich auch für die Olympischen Spiele in Rio de Janeiro, bei denen sie mit 38,30 s im Vorlauf ausschied. 2017 gewann er bei den Islamic Solidarity Games in Baku die Silbermedaille mit der Staffel und belegte über 100 Meter in 10,45 s Platz sechs. Bei den Weltmeisterschaften in London gelangte er bis in das Halbfinale über 100 Meter und schied dort mit 10,27 s aus. Mit der Staffel konnte er sich für das Finale qualifizieren und belegte dort in 38,73 s den siebten Platz.
2018 nahm Barnes an den Hallenweltmeisterschaften in Birmingham teil und belegte dort Rang acht über 60 Meter in 6,64 s. Bei den Mittelmeerspielen in Tarragona gewann er in 10,32 s die Silbermedaille im 100-Meter-Lauf hinter seinem Landsmann Jak Ali Harvey sowie Silber mit der Staffel, die sich nur den Italienern geschlagen geben mussten. Er qualifizierte sich über 100 Meter erneut für die Europameisterschaften in Berlin und belebgte dort im Finale mit 10,29 s den siebten Platz. Mit der türkischen 4-mal-100-Meter-Staffel holte er in Landesrekordzeit von 37,98 s die Silbermedaille. Im Jahr darauf gewann er bei den Halleneuropameisterschaften in Glasgow in 6,61 s die Silbermedaille über 60 Meter hinter dem Slowaken Ján Volko und zuvor siegte er in 6,69 s bei den Balkan-Hallenmeisterschaften in Istanbul. Bei den World Relays in Yokohama belegte er in 39,13 s den siebten Platz in der 4-mal-100-Meter-Staffel und Anfang September siegte er in 10,48 s über 100 Meter bei den Balkan-Meisterschaften in Prawez und wurde anschließend bei den Weltmeisterschaften in Doha mit der Staffel im Vorlauf disqualifiziert. Bei den World Athletics Relays 2021 im polnischen Chorzów verpasste er mit 39,59 s den Finaleinzug in der 4-mal-100-Meter-Staffel. Anschließend gelangte er bei den Balkan-Meisterschaften in Smederevo mit 10,61 s auf Rang vier über 100 m und schied Ende Juli bei den Olympischen Sommerspielen in Tokio mit 10,47 s in der Vorrunde aus.
2022 gewann er bei den Islamic Solidarity Games in Konya in 9,99 s die Bronzemedaille über 100 Meter hinter dem Ivorer Arthur Cissé und Abdullah Abkar Mohammed aus Saudi-Arabien und siegte zudem in 38,74 s im Staffelbewerb. Anschließend schied er bei den Europameisterschaften in München mit 10,41 s im Halbfinale im Einzelbewerb aus und belegte mit der Staffel in 39,20 s den siebten Platz. Im Jahr darauf schied er bei den Halleneuropameisterschaften in Istanbul mit 7,02 s im Semifinale über 60 Meter aus.
2022 wurde Barnes türkischer Meister im 100-Meter-Lauf sowie 2018 Hallenmeister über 60 Meter.

## Persönliche Bestzeiten
- 100 Meter: 10,08 s (+1,7 m/s), 4. Juni 2018 in Prag
  - 60 Meter (Halle): 6,55 s 18. Februar 2018 in Istanbul (türkischer Rekord)
- 200 Meter: 20,67 s (−0,4 m/s), 23. Mai 2015 in Pitești